# Muntenia

Harta României cu încadrarea Munteniei în Țara Românească

Muntenia este o regiune istorică din sudul României, parte componentă a Țării Românești. Limitele sale sunt: la nord Munții Carpați (care o delimitează de Transilvania), la vest râul Olt (care o separă de Oltenia), la sud și est fluviul Dunărea (care o delimitează de Bulgaria și Dobrogea), iar la nord-est râurile Milcov, Putna și Siret (dincolo de care se află Moldova).
Are în componență actualele județe și unități administrative: Argeș, Brăila, Buzău, Călărași, Dâmbovița, Giurgiu, Ialomița, Ilfov, Prahova, Teleorman (fără comuna Islaz) și Municipiul București. De asemenea, zonele situate la est de râul Olt din județele Vâlcea, Olt și Teleorman, precum și sudul județului Vrancea (la sud de Milcov) fac parte din regiunea istorică Muntenia. Localitățile Predeal (dar fără Timișu de Sus, Timișu de Jos și Pârâul Rece) din județul Brașov și Crângeni din județul Galați fac parte, de asemenea, din Muntenia.
Cele mai importante orașe, centre polarizatoare și focare de istorie și cultură, din această regiune sunt: București, Alexandria, Brăila, Buzău, Călărași, Giurgiu, Pitești, Ploiești, Slatina, Slobozia și Târgoviște.
Principalele ape curgătoare care străbat această regiune sunt Dunărea, precum și unii afluenți direcți ale acesteia: Olt, Vedea, Argeș, Călmățui (în județul Brăila și județul Teleorman), Ialomița și Siret.

## Originea numelui
Muntenia era denumirea care apare pentru prima dată în cronicile primilor domni  moldoveni. Prin Muntenia se înțelegea  întregul teritoriu al  Țării Românești, probabil pentru faptul că în regiunile învecinate cu Moldova  densitatea populației era mult mai mare în zona de deal și de munte, zonele de câmpie din Muntenia fiind foarte puțin populate  datorită vastelor păduri ale Teleormanului și ale Vlăsiei care se întindeau de la râul Olt până pe teritoriul Bucureștiului de astăzi și a  Bărăganului, în care predomina la acea vreme vegetația de stepă care se termina brusc spre sud cu întinderi de nisipuri mișcătoare apoi mlăștinoase în jurul Dunării.
Muntenia este regiunea din sudul României care a format împreună cu Oltenia  principatul medieval al Țării Românești, începând cu domnia lui Basarab I sau după alți istorici a lui Vladislav I (Vlaicu Voda)  și până la unirea principatelor (1859). Toate capitalele Țării Românești s-au situat în Muntenia (cu excepția perioadei 1770-1771 când aceasta s-a aflat în Craiova). Până în secolul XVIII denumirea "Muntenia" se întindea și asupra Olteniei, care abia după stăpânirea habsburgică a început să fie percepută ca o regiune istorică distinctă.
Petre P. Panaitescu sugerează că numele Muntenia provine de la unul dintre voievodatele care au fost unite pentru a forma Țara Românească, iar acest voievodat se numea Muntenia, datorită amplasării sale geografice în zona montană. De asemenea, menționează faptul că în istoria altor țări există exemple similare în care și-au format numele de la statul lor, care s-a constituit prin reunirea autonomiilor locale, iar cel mai puternic și important dintre acestea a dat numele său statului rezultat. Curtea de Argeș a fost prima capitală a Țării Românești și aceasta ar fi fost aleasă datorită prezenței voievodului local și a importanței sale în procesul de unificare a țării. În egală măsură, acesta face referire la diploma dată de regele maghiar Bela al IV-lea, Cavalerilor loaniți în 1247, care menționează existența unui voievodat "dincolo de Olt", sub conducerea voievodului Seneslav, care ar fi fost voievodatul de la munte de unde a pornit apoi procesul de unificare al Țării Românești .

## Limite
Muntenia este situată între Dunăre la sud și est, Carpații Meridionali și Milcov la nord, în timp ce granița vestică este râul Olt. În perioada medievală când teritoriul Munteniei era administrat direct de către domnitor, iar teritoriul Olteniei (adica județele situate dincolo de râul Olt) era administrat de catre banii Craiovei, supuși domnitorului muntean.
Între  1718-1739, când Oltenia a fost sub dominație habsburgică, Țara Românească a fost alcătuită numai din Muntenia.
După Unirea Principatelor,  în 1872 la o nouă împărțire teritorială s-a revenit la delimitarea medievală  iar pe emblema Principatelor Unite au fost introduse separat, simbolurile Munteniei(vulturul) și Olteniei(leul) alături de bourul moldovenesc.
După Marea Unire de la 1 decembrie 1918 Muntenia dispare ca regiune administrativă până în 1950 când se revine la împărțirea regională. După 1968 titlul de regiune Muntenia, nu mai apare decât în medii neoficiale, care nu constituie diviziuni administrative, spre exemplu, regiunea de dezvoltare Sud Muntenia, care însă nu cuprinde decât două treimi din suprafața regiunii istorice.

## Istorie
Teritoriul Munteniei era locuit în antichitate de triburile geților (getae), care erau popor de neam tracic. Istoricul antic Strabo susținea că "dacii și geții vorbesc aceeași limbă". În jurul anului 340 î.e.n., deoarece geții din dreapta Dunării (suddunăreni) au devenit dependenți de Macedonia, regii macedoneni formulează pretenții de supremație și asupra geților din nordul Dunării, însă încercările  întreprinse de Alexandru cel Mare 335 î.e.n. și 327 î.e.n. ) și Lisimah (310 î.e.n. ) de a-i supune, rămân fără rezultat. Mai târziu, geții duc lupte cu bastarnii, (popor germano-celtic), care între anii 200 și 100 î.e.n. ocupa poalele nord-estice ale Munților Carpați și malurile Nistrului.
Teritoriul Munteniei a făcut parte din marele regat dac a lui Burebista dar nu și din regatul lui Decebal. După victoria asupra lui Decebal, Traian trimite trupe auxiliare în Muntenia și sudul Moldovei pentru pacificarea regiunii. Conducătorii locali fac jurăminte de vasalitate, dar teritoriul Munteniei nu este anexat și nu devine provincie a Imperiului Roman, rămânând  doar în zona de influență.
În 117, după moartea lui Traian, romanii retrag trupele din cea mai mare parte a Munteniei și fixează granița de-a lungul limesului Transalutanus sau Valul lui Traian, care se întindea de la Dunăre și până în apropiere de Câmpulung (castrul Judava), trecând prin Roșiori de Vede (în perioada romană denumit Pirus și ulterior Russenart). Au loc numeroase atacuri ale carpilor, (un trib de daci liberi) și goților sau poate geților, subiectul este supus multor controverse deoarece, de-a lungul timpului, unii cronicari, în mod voit sau întâmplător (din ignoranță), i-au confundat pe geți cu goții. Primul care a utilizat termenul de "got" ca echivalentul lui "get", a fost împăratul filozof Iulian Apostatul (361-363 e.n.). În secolul IV, echivalența eronată geți-goți a fost adoptată și de alți autori, iar prin scrierile istoricului latin Claudianus (începutul secolului V) și mai ales ale lui Orosius (autor spaniol de origine gotă), apoi prin ale istoricilor Cassiodor și Iordanes, această confuzie a căpătat o largă răspândire. Trebuie menționat că lucrarea lui Iordanes numită "Getica", era de fapt consacrată goților.
Istoricul got Iordanes în lucrarea sa din 551 "Getica" (De Origine Actibusque Getarum) îi descrie în mod eronat pe goți ca fiind urmașii geților lui Burebista și Deceneu, lucru explicat de unii istorici prin apropierea fonetică a celor 2 cuvinte. Este știut că goții au pătruns în Muntenia împinși de huni, dar nu sunt dovezi că în acea perioadă au intrat în conflict cu romanii și nici nu există urme că deplasarea lor s-ar fi desfășurat către limesul roman. Sunt însă suficiente dovezi clare ca au străbătut în raidurile lor de pradă câmpiile Bărăganului și Buzăului și că romanii au înființat pentru ei o episcopie la Silistra. Conflictul deschis al goților cu romanii s-a declanșat mai degraba după trecerea goților peste Dunăre și acceptarea lor  temporară ca federați.
Aurelian încheie un tratat cu goții, tolerând migrația lor peste sau în teritoriul dacic ca niște federați ai Imperiului Roman. Așadar, găsim în Dacia următoarele triburi de goți: Taifalii și Victoalii. Așezările goților în Dacia cuprindeau numai Podișul Moldovei și jumătatea răsăriteană a Câmpiei Române, în timp ce în spațiul carpatic continua să locuiască populația daco-romană, rămasă aici după retragerea legiunilor și a administrației romane peste Dunăre (în nou înființata Dacia Aurelia). După așezarea lor în nordul Mării Negre, goții se împărțeau în vizigoți (goți apuseni, ramura tervingilor), care erau localizați între Nistru și câmpia răsăriteana a Daciei, și ostrogoți (goți răsăriteni), care locuiau la est de Nistru.
Muntenia și Dobrogea au fost un culoar de trecere al popoarelor migratoare, trecerea goților și bulgarilor lăsând suficiente urme, apoi invaziile cumane care pun chiar bazele unui stat Cumania neagră ce cuprindea mai ales Moldova cu Muntenia și tătare (care stăpâneau îndeosebi zonele de câmpie din Muntenia și Moldova la momentul pomenirii voievodatelor lui Litovoi, Seneslau, Ioan și Farkas (Lupu) în diploma cavalerilor ioaniți.
Toate aceste năvăliri au dus la menținerea unei populații stabile destul de reduse în zonă. Populația avea să crească în timp și prin venirea treptată a mai multor grupuri de români sud-dunăreni care fugeau din calea atacurilor hunilor și avarilor asupra Imperiului Bizantin. Astfel că în secolul al XII-lea cronici bizantine și slave considerau populația un amestec al urmașilor triburilor geto-dace care intraseră în contact frecvent cu civilizația romană, vlahi sud-dunăreni și slavi creștinați de bizantini. Acest amestec de populații avea, ca element comun de cultură, filonul roman.
După victoria lui Basarab I de la Posada, acesta și (sau?) Vladislav I își extind stăpânirea asupra teritoriului Munteniei și al sudului Moldovei (sub denumirea de "Basarabia") în urma unor campanii victorioase împotriva tătarilor care ajunseseră stăpânitori peste aceste teritorii dând astfel naștere principatului medieval al Țării Românești cu capitala la Câmpulung.

## Județe
Acestea sunt județele actuale ale României aflate în întregime sau parțial în Muntenia:
- Județul Argeș (6.862 km²)
- Județul Brăila (4.766 km²)
- Județul Buzău (6.103 km²)
- Județul Călărași (5.088 km²)
- Județul Dâmbovița (4.054 km²)
- Județul Giurgiu (3.526 km²)
- Județul Ialomița (4.453 km²)
- Județul Ilfov (1.583 km²)
- Județul Olt (5.498 km²) - parțial
- Județul Prahova (4.716 km²)
- Județul Teleorman (5.790 km²)
- Județul Vâlcea (5.765 km²) - parțial
- Județul Vrancea (4.857 km²) - parțial